# Moskowitersaal
Koordinaten: 54° 42′ 36,8″ N, 20° 30′ 38,8″ O

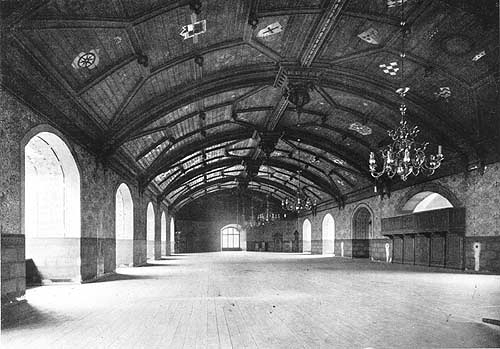
Der Moskowitersaal im Königsberger Schloss

Der Moskowitersaal war mit seinen stattlichen Ausmaßen (82 × 18 × 6 m) nach seiner Fertigstellung für lange Zeit der größte Saal Deutschlands. Über der Schlosskirche gelegen, war er Teil des Königsberger Schlosses.

## Geschichte
Markgraf Georg Friedrich I., der 1578 für Albrecht Friedrich als Regent des Herzogtums Preußen eintrat, wollte im Königsberger Schloss eine Kirche und einen großen Fest- und Empfangssaal des Herzogtums errichten. Der Bau wurde 1584 von Blasius Berwart, einem aus Stuttgart kommenden Baumeister, begonnen und vom Steinmetzmeister Michel bis 1587 und schließlich von Hans Wismar 1593 vollendet. So entstand die von zwei mächtigen Rundtürmen begrenzte zweischiffige, niedrig gehaltene Schlosskirche, über der sich von Süden nach Norden der Saal erstreckte. Er wurde 1594 eingeweiht. 
Hier wurde die Hochzeit des brandenburgischen Kronprinzen Johann Sigismund mit Anna, der Tochter von Herzog Albrecht Friedrich, gefeiert, und hier fand 1701 das Krönungsmahl des ersten preußischen Königs Friedrich I. statt.
Als Zar Peter I. 1711, 1712 und 1713 in Königsberg weilte und in diesem Saal bewirtet wurde, bürgerte sich der Name Moskowitersaal ein. 1798 saß hier das junge Königspaar mit 3.000 Ballgästen an langen Tafeln und wurde von Mädchen aus Masuren und von der Nehrung bewirtet, was Königin Luise „allerliebst“ fand.
1840 erhielt der Saal durch Friedrich August Stüler größere Stichbogenfenster. Zum 300-jährigen Universitätsjubiläum wurde 1844 ein Studentenball gefeiert. 1877 wurde die Kassettendecke durch eine flachbogige Holzdecke ersetzt. Durch die Hinzunahme des Kornbodens wurde der Saal dabei erhöht. Zur Jahrhundertfeier der preußischen Erhebung lud Kaiser Wilhelm II. am 5. Februar 1913 hier zum Festmahl. 
1924 wurde der Saal vom Prussia-Museum übernommen. Dort wurden Ruhmesartefakte der preußischen Armee gezeigt. Berühmte und verschollene Stücke waren:
- Der Kurische Schlitten des Großen Kurfürsten bei seiner Jagd über das Kurische Haff
- Die Rüstung von Albrecht
- Die Regimentsfahnen der Preußischen Armee